# Поремби (Отвоцький повіт)
Поремби (пол. Poręby) — село в Польщі, у гміні Вйонзовна Отвоцького повіту Мазовецького воєводства.
Населення — 80 осіб (2011).
У 1975-1998 роках село належало до Варшавського воєводства.

## Демографія
Демографічна структура станом на 31 березня 2011 року:
|          | Загалом | Допрацездатний вік | Працездатний вік | Постпрацездатний вік |
| -------- | ------- | ------------------ | ---------------- | -------------------- |
| Чоловіки | 34      | 4                  | 23               | 7                    |
| Жінки    | 46      | 6                  | 18               | 22                   |
| Разом    | 80      | 10                 | 41               | 29                   |